# استبان تراداسی ایلا
استبان تراداسی ایلا (اسپانیایی: Esteban Terradas i Illa‎؛ زاده ۱۸۵۲ درگذشته ۹ مهٔ ۱۹۵۰) یک ریاضی‌دان، و فیزیک‌دان بود. 